# Joscelyn Godwin
Joscelyn Godwin, né le 16 janvier 1945 à Kelmscott (Oxfordshire, Angleterre), est un compositeur, musicologue et traducteur connu pour ses travaux sur la musique ancienne, l'ésotérisme et l'occultisme.

## Biographie
Dans son enfance, Joscelyn Godwin est choriste à la Christ Church d'Oxford. Il étudie aussi au Radley College, puis au Magdalene College de Cambridge.
Il s'installe aux États-Unis en 1966 afin de poursuivre ses études de musicologie à l'université Cornell où il obtient un doctorat en 1969 avec une thèse sur la musique de Henry Cowell.
Il devient enseignant à l'université d'État de Cleveland pendant deux ans, puis il rejoint le département de musique de l'université Colgate où il enseigne depuis 1971,,.

### Essais
- Robert Fludd. Hermetic Philosopher and Surveyor of Two Worlds, 1979
- Athanasius Kircher. A Renaissance Man and the Quest for Lost Knowledge, 1979
- Mystery Religions in the Ancient World, 1981
- Harmonies of Heaven and Earth. The Spiritual Dimension of Music from Antiquity to the Avant-Garde, 1987. Traduit en français : Les harmonies du ciel et de la terre, Albin Michel (1994), puis Dervy (1997).
- Music and the Occult. French Musical Philosophies 1750-1950, 1995. Traduit en français : L'ésotérisme musical en France 1750-1950, Albin Michel (1991), puis Dervy (1998).
- The Mystery of the Seven Vowels in Theory and Practice, 1991
- Arktos. The Polar Myth in Science, Symbolism, and Nazi Survival, 1993. Traduit en français : Arktos : le mythe du pôle dans les sciences, le symbolisme et l'idéologie nazie, Arché, 2000.
- The Theosophical Enlightenment, 1994
- Johann Friedrich Hugo von Dalberg (1760-1812): Schriftsteller, Musiker, Domherr, 1998
- The Pagan Dream of the Renaissance, 2002
- The Real Rule of Four, 2004
- The Golden Thread: The Ageless Wisdom of the Western Mystery Tradition, 2007[4]
- Athanasius Kircher's Theatre of the World, 2009
- Atlantis and the Cycles of Time: Prophecies, Traditions, and Occult Revelations, 2010[5]
- The Forbidden Book, a Novel, 2013
- Upstate Cauldron: Eccentric Spiritual Movements in Early New York State, 2015
- Symbols in the Wilderness: Early Masonic Survivals in Central New York, 2016
- Macrocosm, Microcosm, and Medicine: The Worlds of Robert Fludd, 2018

### Éditions
- Alessandro Scarlatti, Marco Attilio Regolo, 1975
- Schirmer Scores. A Repertory of Western Music, 1975
- Music, Mysticism and Magic: A Sourcebook, 1986
- Michael Maier, Atalanta Fugiens: an Edition of the Fugues, Emblems and Epigrams, 1987
- Marius Schneider, Rudolf Haase, and Hans Erhard Lauer, Cosmic Music. Three Musical Keys to the Interpretation of Reality, 1989
- Paul Brunton: Essential Readings, 1990
- Harmony of the Spheres. A Sourcebook of the Pythagorean Tradition in Music, 1993
- The Hermetic Brotherhood of Luxor. Historical and Initiatic Documents of an Order of Practical Occultism, 1995
- Ésotérisme, gnoses & imaginaire symbolique. Mélanges offerts à Antoine Faivre, 2001
- John Michell, Confessions of a Radical Traditionalist, 2005
- Petrus Talemarianus, Natural Architecture, 2006
- A War in Paradise: Two Aesthetes at Kelmscott Manor, 1938-1948

### Traductions
- Werner Walcker-Meyer, The Roman Organ of Aquincum, 1972
- Salomon Trismosin, Splendor Solis, 1981
- René Guénon, The Multiple States of Being, 1984
- Fabre d'Olivet, The Secret Lore of Music, 1988
- Johann Valentin Andreae, The Chemical Wedding of Christian Rosenkreutz, 1991
- Antoine Faivre, The Eternal Hermes, 1994
- Francesco Colonna, Hypnerotomachia Poliphili: The Strife of Love in a Dream, 1999
- Julius Evola, Ride the Tiger, 2003
- Hans Kayser, Textbook of Harmonics, 2006
- Marco Baistrocchi, Agarttha: A Guenonian Manipulation?, 2009